# Гараж (филм)
„Гараж“ (на руски: Гараж) е съветска сатирична трагикомедия, заснета през 1979 г. от режисьора Елдар Рязанов в студиото „Мосфилм“.

## Сюжет
Действието на филма се развива в края на 70-те години, през една нощ в зоологическия музей на измисления Научноизследователски институт за защита на животните от околната среда, където се събират неговите служители – членове на гаражната кооперация. Проблемът е, че новата магистрала трябва да минава през територията на гаражната кооперация и затова трябва да се намали броят на гаражите. Присъстващите решават въпроса за намаляване на списъка на акционерите, което поражда много конфликти и спорове. Освен това сред кандидатите за гаража има няколко „главорези“, а Аникеева, член на управителния съвет на гаражната кооперация, е обвинена в подкуп. Някой от публиката тайно затваря вратата и скрива ключа, така че целият екип е принуден да остане в музея, докато не се намери начин за разрешаване на този случай, който да удовлетвори всички.

## В ролите
- Лия Ахеджакова е Малаева
- Младоженец е Борислав Брондуков
- Георги Бурков – Фетисов
- Мария Виноградова е жена с пиле
- Анастасия Вознесенска – Кушакова, директор на пазара, „Блатна“ №1
- Валентин Гафт – Сидорин, председател на управителния съвет на гаражната кооперация
- Наталия Гурзо – Наташа
- Вадим Захарченко е човек с очила
- Михаил Кокшенов
- Игор Костолевски е син на Милосердов, „оръженосец“ №2
- Леонид Марков е професор Смирновски
- Андрей Мягков – Хвостов
- Вячеслав Невинни – Карпухин
- Светлана Немоляева е съпругата на Хусков
- Олга Остроумова е Марина, дъщеря на професор Смирновски
- Елдар Рязанов е ръководител на отдела за насекоми, спящ човек
- Ия Саввина – Аникеева, член на управителния съвет на гаражната кооперация

## Места за снимане
- Музеят, през който героинята Лия Ахеджакова минава към изхода в началото на филма, е Зоологическият музей на Руската академия на науките в Санкт Петербург.
- Външен изглед на сградата на Научноизследователския институт „Защита на животните от околната среда“ – имението на Воронцов-Раевски в Москва, улица Петровка, къща номер 14.